# Parectatosoma minus
Parectatosoma minus är en insektsart som beskrevs av Lucien Chopard 1919. Parectatosoma minus ingår i släktet Parectatosoma och familjen Anisacanthidae. Inga underarter finns listade i Catalogue of Life.